# Obere Warnow
Obere Warnow – miejscowość i gmina w Niemczech, w kraju związkowym Meklemburgia-Pomorze Przednie, w powiecie Ludwigslust-Parchim, wchodzi w skład Związku Gmin Parchimer Umland.
Gmina powstała 1 stycznia 2012 z połączenia gminy Grebbin należącej do Związku Gmin Parchimer Umland oraz gminy Herzberg należącej do Związku Gmin Eldenburg Lübz.